# Roopijpfontein

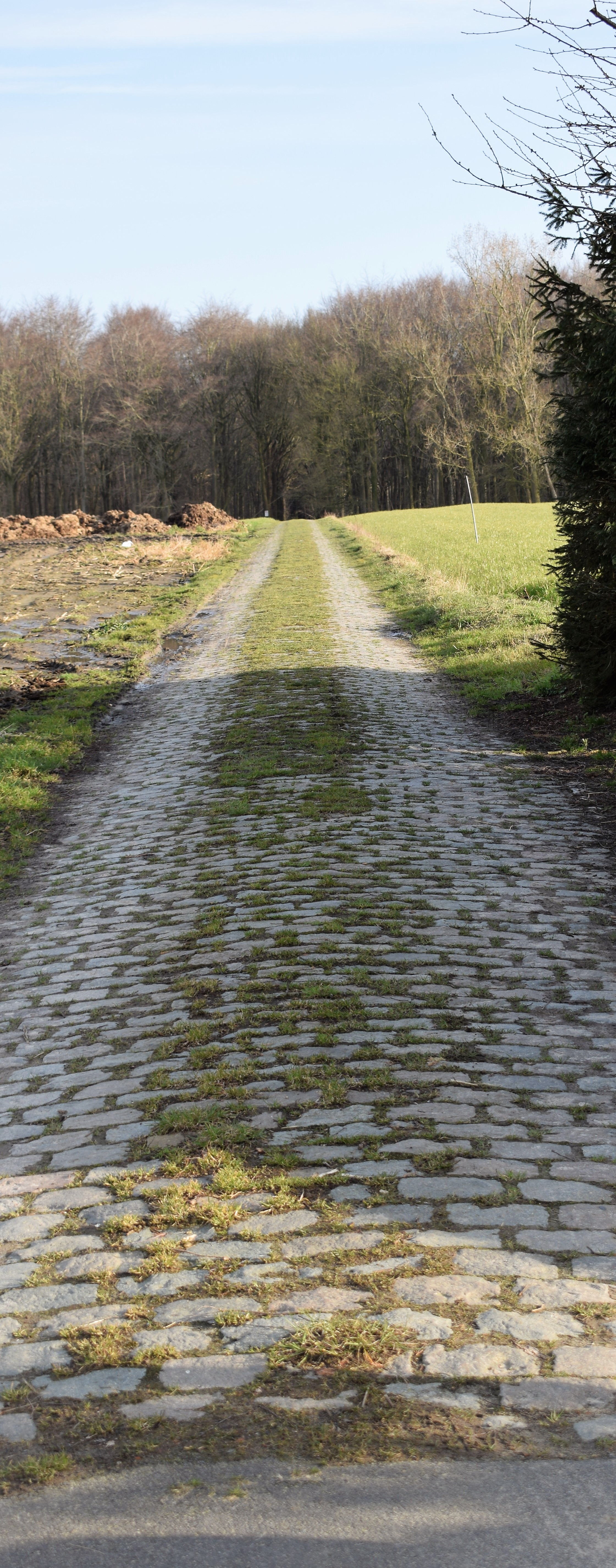
De kasseiweg naar de Roopijpfontein

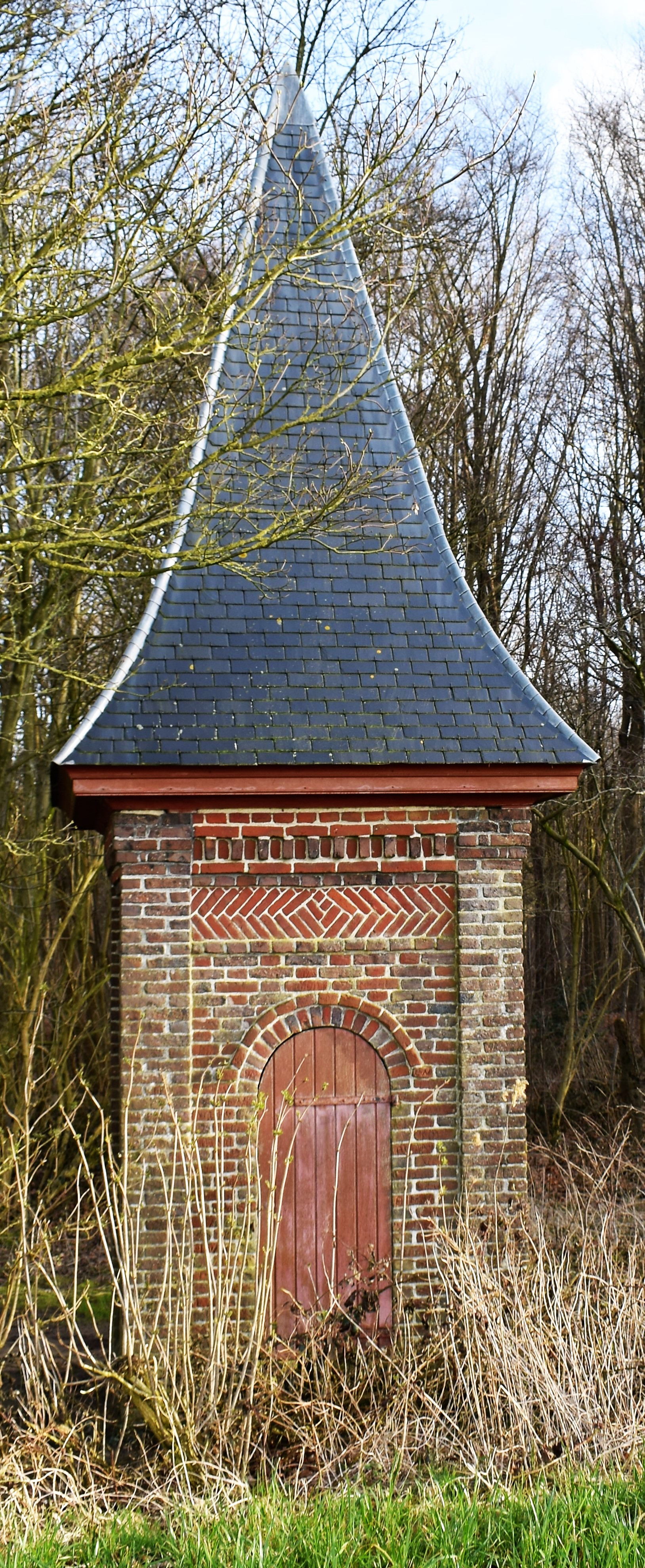
De Roopijpfontein anno 2018

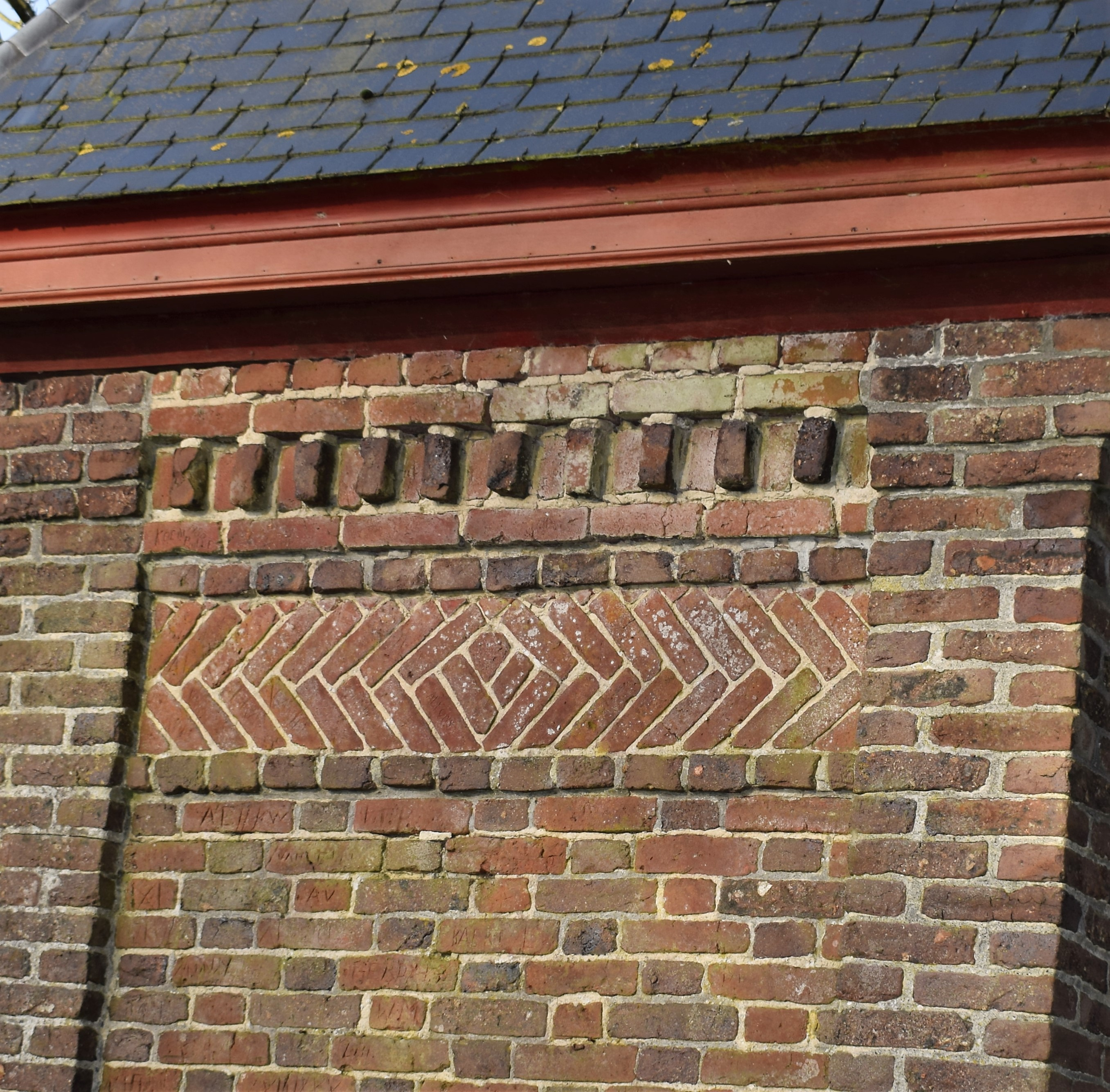
Het vissengraatmotief op de muur van het bronhuisje

De Roopijpfontein, in de volksmond ’t fonteintje genoemd, is een natuurlijke waterbron en is te vinden in het West-Vlaamse Ichtegem. 

## Ligging
De Roopijpfontein staat op privé-eigendom van de familie Mathieu, op grondgebied van Ichtegem, aan de Fonteinstraat en is te bereiken via het gekasseid stuk weg tussen de akkers van de Zuster-Clarastraat. Ze ligt op de zuidelijke helling van het Plateau van Wijnendale, aan de rand van het domein van Wijnendalebos.

## Het ontstaan van de bron
De gelijktijdige aanwezigheid van een plateau en een ondoordringbare kleilaag zorgt ervoor dat een bron kan ontspringen. Het water kan niet meer in de bodem dringen dus zoekt het een andere uitweg. Die uitweg vindt ze in de helling van het plateau. Hierdoor ontstaat een bron. Op die manier zijn er verschillende ontstaan aan het Wijnendaalse plateau. 

## De geschiedenis van de Roopijpfontein
De vroegste geschiedenis zegt dat de Onze-Lieve-Vrouwekapel van Wijnendale aan het Fonteinpad opgericht werd als dank voor het ontdekken van een bron in een zeer droge zomer. Dit zou in de periode 1111-1119 zijn geweest. Indien dit een juiste hypothese zou zijn, bestaat de mogelijkheid dat het bronwater via een aarden buis naar het kasteel van Wijnendale werd afgeleid. Dit kan het naamdeel ‘pijp’ in Roopijpfontein verklaren.
De naam Roopyp-fontein is voor het eerst terug te vinden op de kaart van Pieter Pourbus van 1562, ook op de kaart van Sanderus (1641) en Ferraris (1772) wordt de naam vermeld.
Wanneer de Duitse familie van Kleef zich op het kasteel komt vestigen in de 15de eeuw, brengt Filips van Kleef uit Duitsland pottenbakkers en glasblazers mee. In de buurt van de Roopijpfontein wordt een pottenbakkerij opgericht. Dit lag aan de basis van de Torhoutse pottenbakkersindustrie. Er was helder water nodig om de klei te wassen en eveneens een grote behoefte aan brandstof, hiervoor waren de bomen op het “Roodeland” ideaal. Dit verklaart ook meteen het eerste naamdeel van Roopijpfontein. 
In 1880 werd tijdens de herstellingswerken aan het kasteel de fontein verplaatst. Op de oorspronkelijke plaats kon je een blauwe arduinsteen vinden, het is niet duidelijk als dit nog steeds zo is. De eigenaar Joseph-Louis-Jules Mathieu had 2 redenen voor de verplaatsing. De weidehelling was privaat gebied en de Fonteindreef een weg die voor iedereen toegankelijk was. 
De Brusselse ingenieur F. Englebert leidde de werkzaamheden en bouwde een bronhuisje in 1884.
Tijdens de Tweede Wereldoorlog plaatsten de Duitsers een pomp aan de achterzijde van het bronhuisje. 
Rond 1959 werd het deurtje met bakstenen dichtgemaakt.
Tijdens de late jaren 60 en 70 was het water erg in trek wegens zijn zuiverheid. Het onderzoek van het bronwater op 4 maart 1974 gaf aan dat het water reukloos, smaakloos was en een heldere kleur had.
In 1988 liet de kasteelheer het Fonteinpad aan de Zuster-Clarastraat afsluiten, mensen reden met de auto naar de bron en lieten zwerfvuil achter. Er werd een leiding gelegd naar de Zuster-Clarastraat en daar werd een reeks kranen geplaatst. In 1994 werd beslist door het provinciebestuur dat de bron dicht moest, er zaten te veel nitraten in het water.

## De Roopijpfontein nu
Sinds 23-11-1998 is de Roopijpfontein beschermd als monument wegens zijn historische waarde. 
Sinds 09-11-2011 kunnen we spreken over bouwkundig erfgoed.
Het bronhuisje van de Roopijpfontein is nog steeds gemakkelijk te herkennen aan het roodbakstenen gebouwtje met erg verzorgd metselwerk en het torentje.

## Galerij

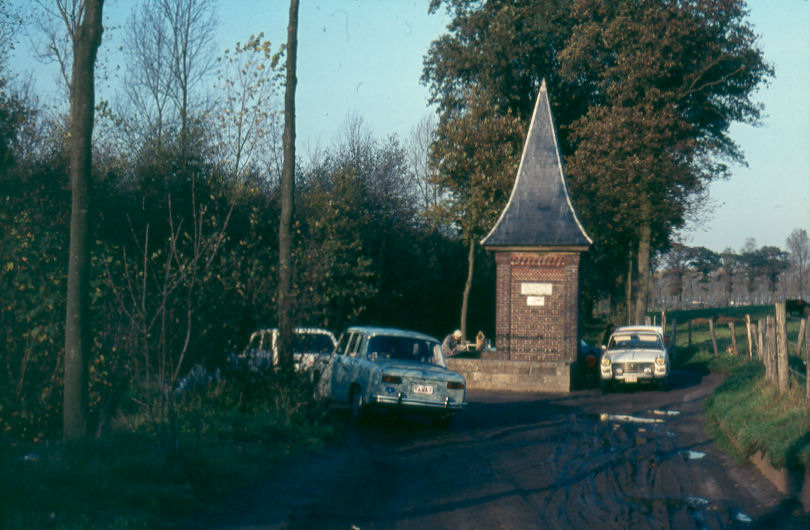
De Roopijpfontein in volle gebruik.
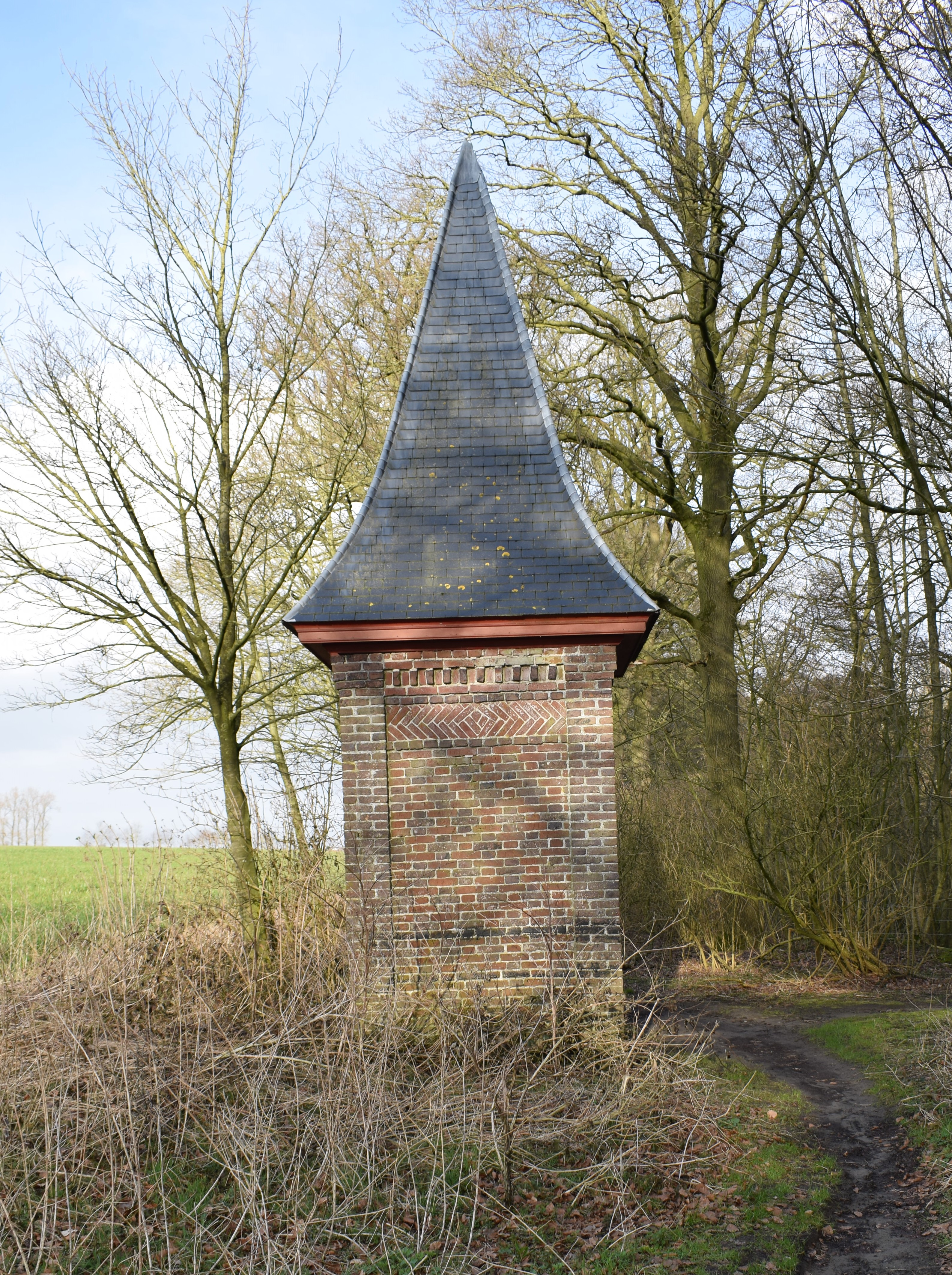
De zijkant van het bronhuisje.
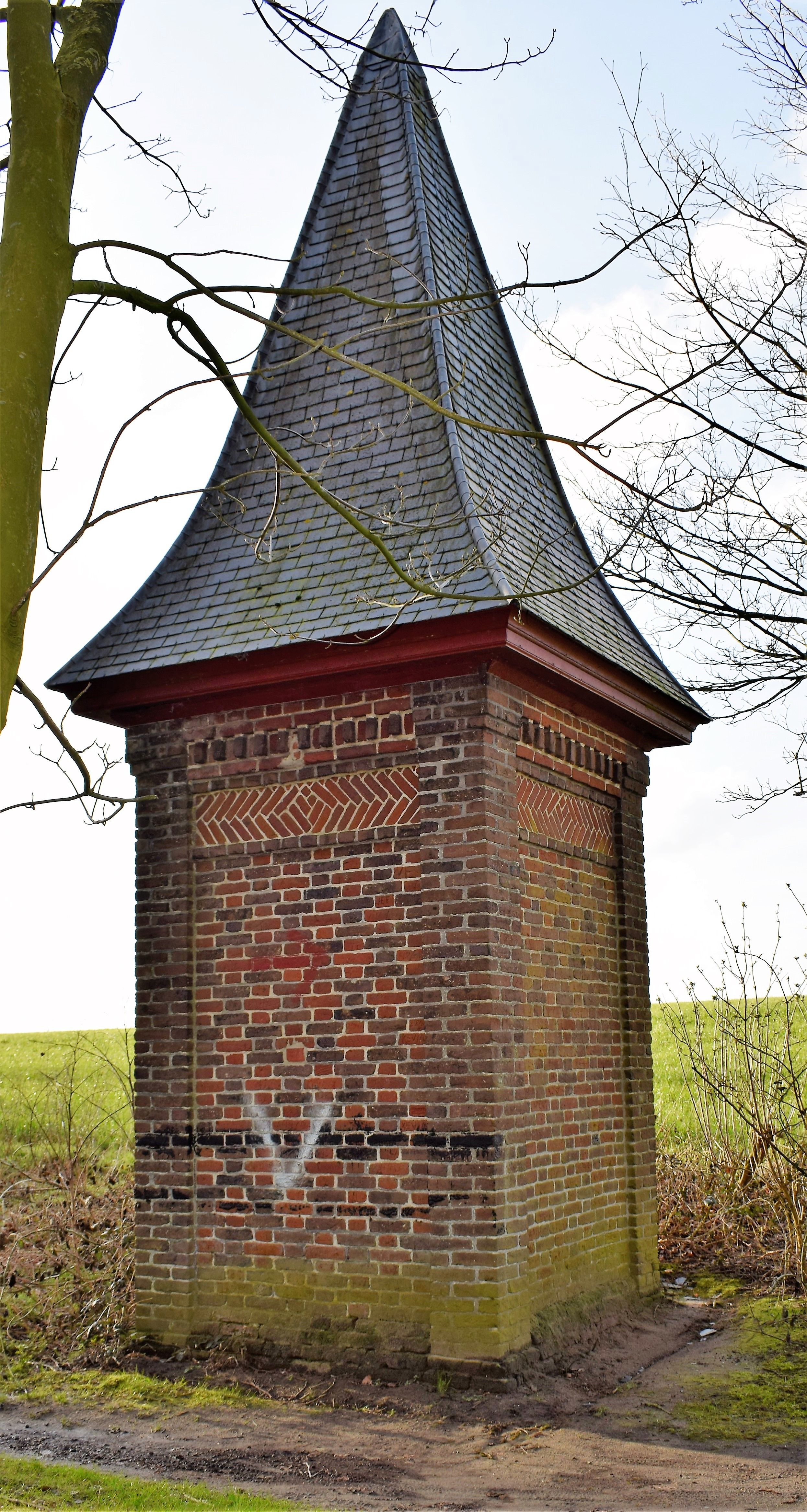
De achterkant van het bronhuisje.
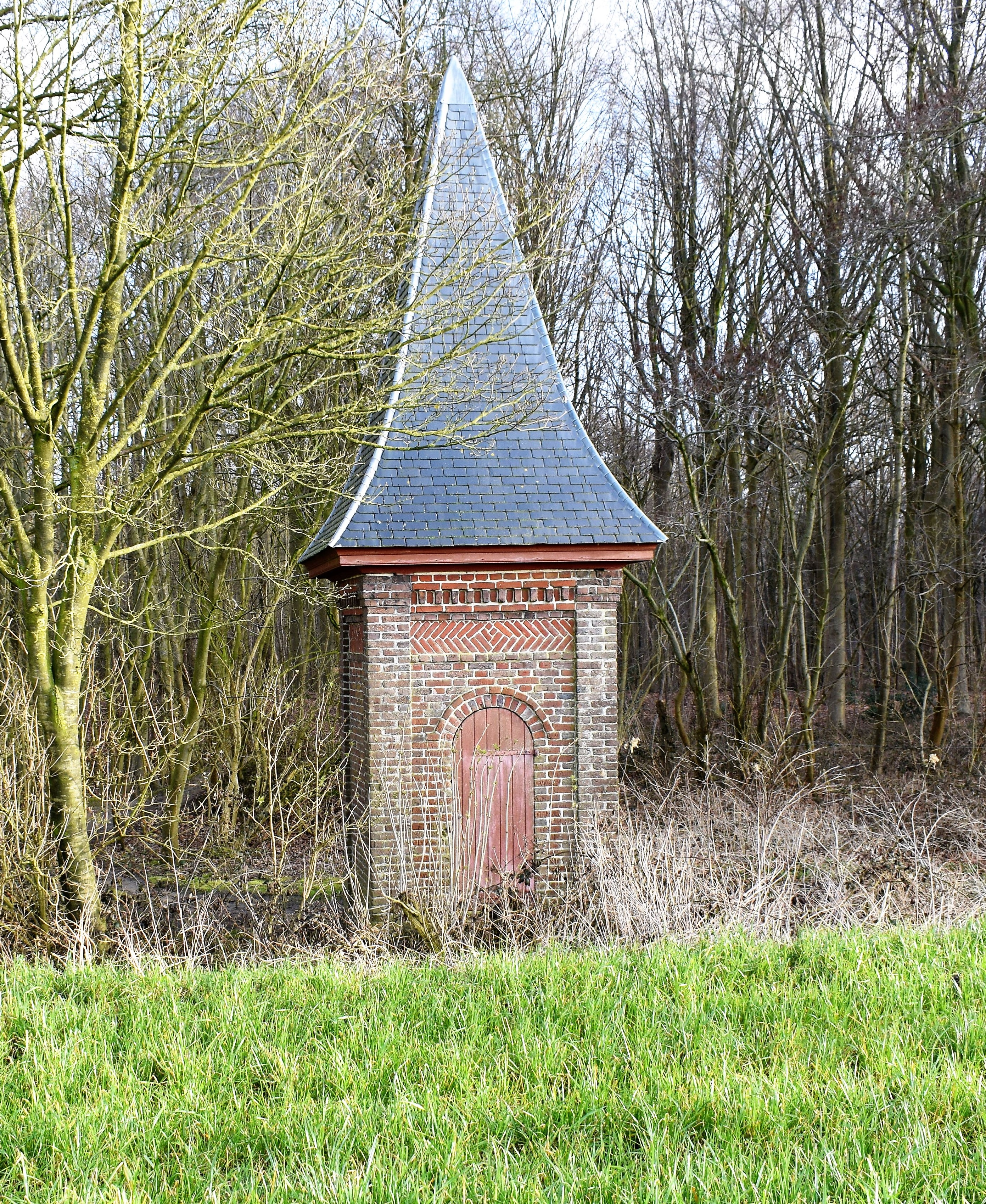
In vooraanzicht.
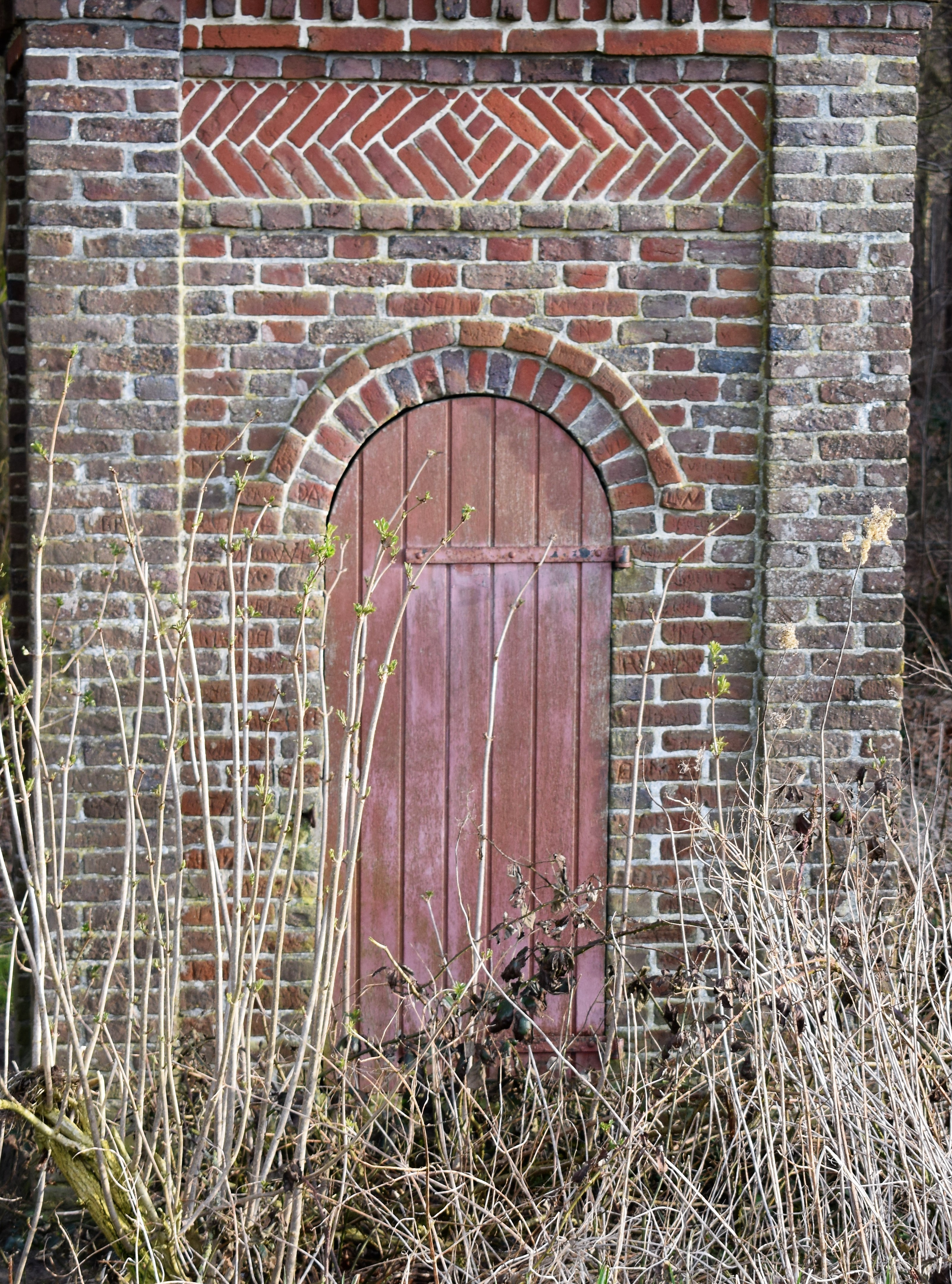
De deur.
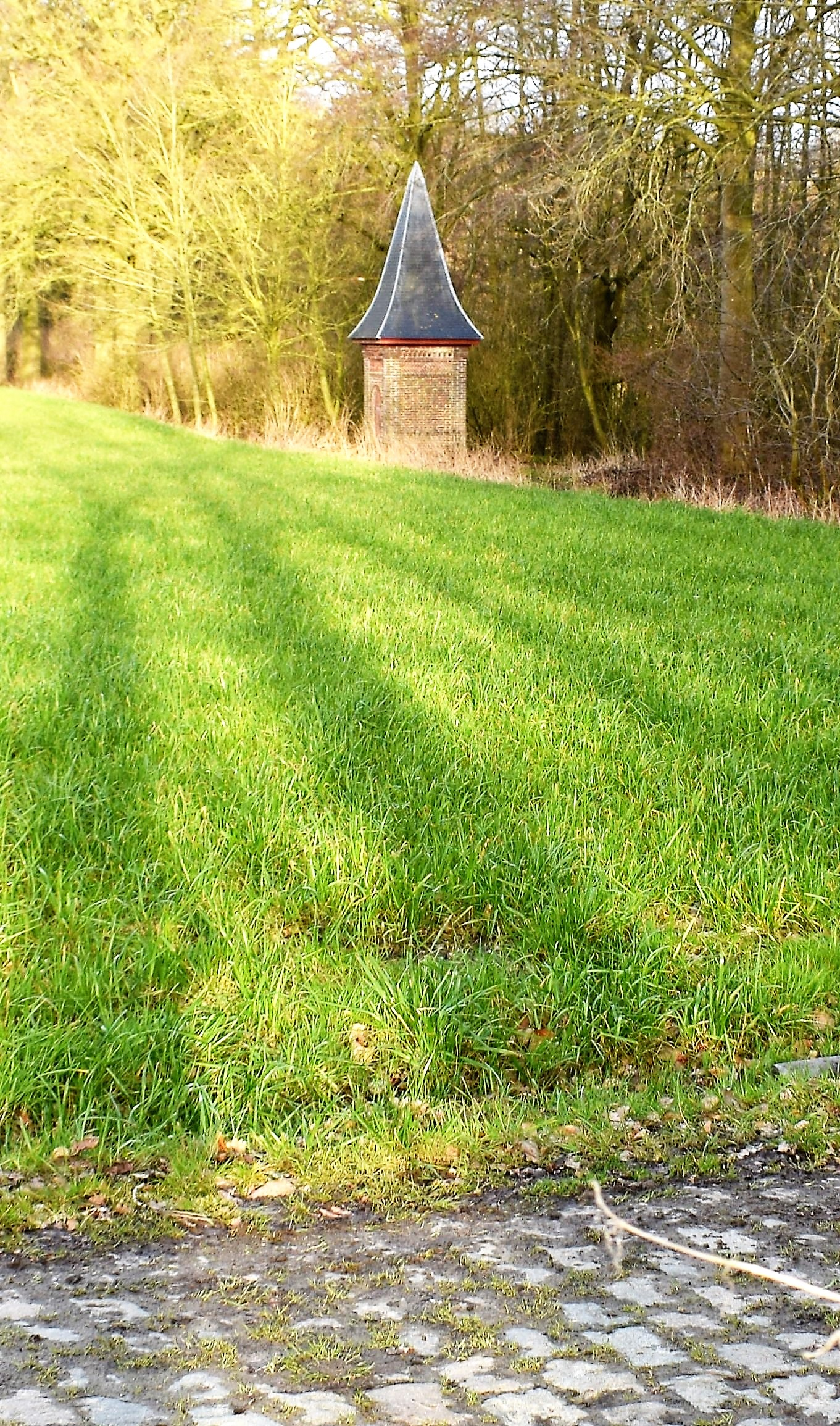
De Roopijpfontein aan de rand van het bos.